# Skistodiaptomus bogalusensis
Skistodiaptomus bogalusensis là một loài giáp xác trong họ Diaptomidae. Chúng là loài đặc hữu của Hoa Kỳ.